# 向佩玲
向佩玲（1935年3月—2020年2月12日），原名徐洪，江苏苏州人，上海滬劇院演員。

## 生平
1950年考取中艺沪剧团，师从向美玲，後進入上海人民沪剧团，為滬劇花旦，曾经出演過滬劇《罗汉钱》、《寒梅吐艳》、《借黄糠》、《女看灯》、《叛逆的女性》。1959年向佩玲参加上海市青年汇演，憑藉《女看灯》的表演获上海市第一届青年演员会演演出奖。
2020年2月12日凌晨去世，享年85歲。